# Curiae Veteres
Le Curiae Veteres erano un santuario dell'antica Roma, che sorgeva lungo il lato nordorientale del Palatino. I resti del monumento sono stati recentemente individuati da scavi condotti dall'università La Sapienza di Roma, sotto la supervisione della professoressa Clementina Panella.

## Storia
Citate da Varrone e Festo, furono indicate da Tacito come uno dei capisaldi del pomerium romuleo della Roma quadrata.
Divenute troppo piccole per le esigenze della popolazione, furono sostituite dalle Curiae Novae.
Secondo le fonti, Augusto era nato sia in curiis veteribus sia ad capita bubula; perciò questi due luoghi dovevano trovarsi in posizione vicina.

## Ubicazione
I Cataloghi regionari collocano le Curiae Veteres nella decima regione augustea.
In passato, soprattutto per il passo di Tacito, si è ritenuto che sorgessero presso l'angolo nordorientale del Palatino, di fronte al margine settentrionale del Celio.
In un saggio basato sull'analisi di alcuni frammenti delle Forma Urbis Severiana si ipotizza che le Curiae Veteres dovessero sorgere più a sud lungo l'odierna via di San Gregorio, più o meno in corrispondenza dell'ingresso all'area archeologica del Palatino.
Nei pressi delle Curiae Veteres doveva trovarsi il vicus Curiarum, citato nella Base Capitolina.